# Rosé (Dragqueen)

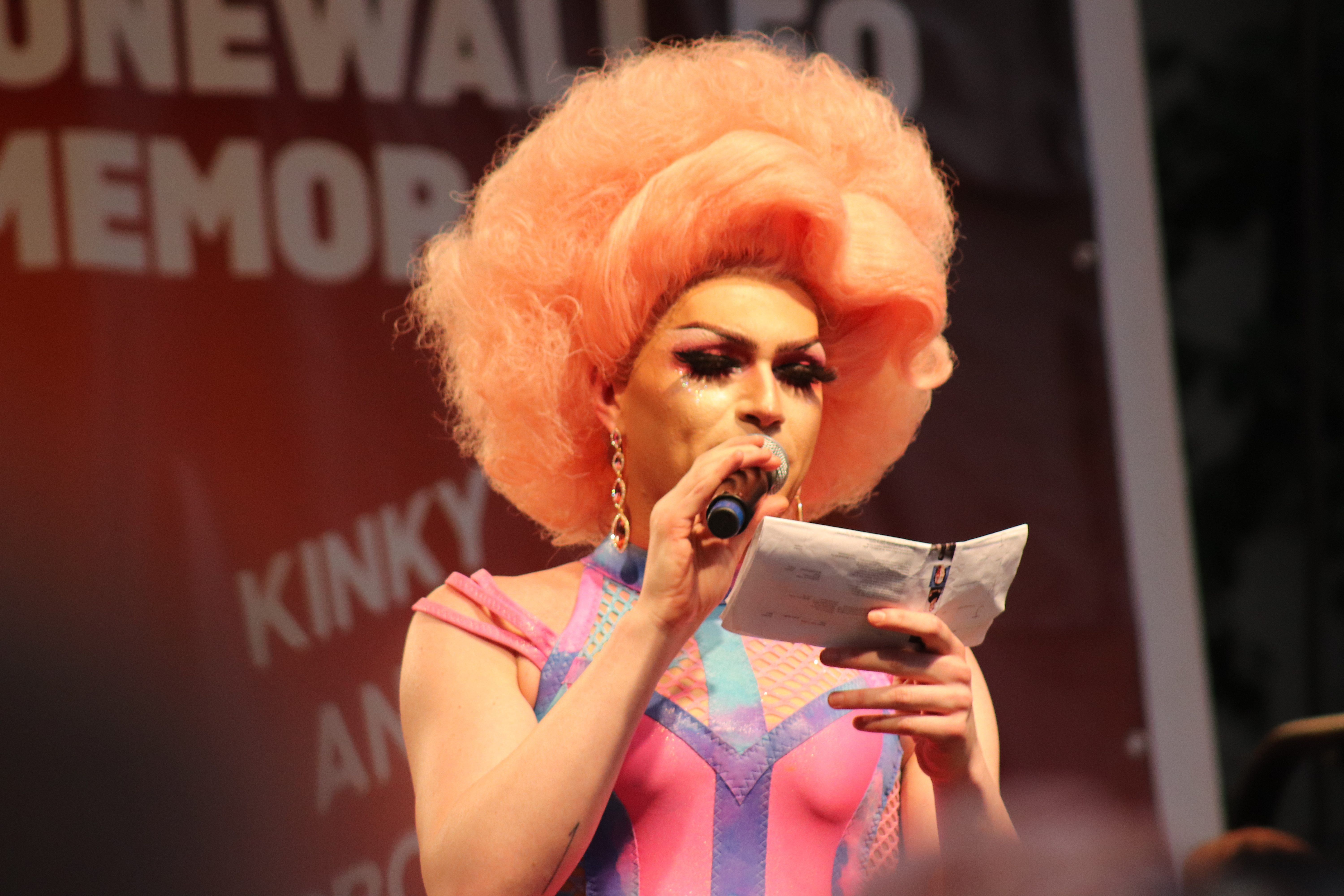
Rosé bei der 49. NYC Pride

Rosé, Künstlername von Ross Matthew McCorkell (* 26. Mai 1989 in Greenock, Schottland), ist ein schottisch-amerikanischer Sänger, der als Dragqueen auftritt und in New York City lebt. Er ist bekannt geworden durch seine Teilnahme an der dreizehnten Staffel von RuPaul’s Drag Race, wo er neben Gottmik den dritten/vierten Platz belegte.

## Leben
McCorkell wurde als Sohn von Heather McCorkell in Greenock geboren. Als kleines Kind zog er mit seinen Eltern, seinem Bruder und seiner Schwester nach Aberdeen. Im Alter von 10 Jahren wanderte die Familie nach Houston (Texas) aus, wo seine Eltern bis heute leben. Um sich in der Schule anzupassen, trainierte er sich einen amerikanischen Akzent an.

## Karriere
Nachdem McCorkell 2017 mit Drag anfing, trat er im Rahmen des Capital Fringe Festivals in Washington, D.C. in einem queeren Theaterstück auf. Ursprünglich wollte er „PIG“ als Dragnamen verwenden. Als Rosé gewann er gegen 73 andere Dragkings und -queens den Lady Liberty Drag-Wettbewerb in New York. Zusammen mit den Dragqueens Jan Sport und Lagoona Bloo gründete er 2018 die Popgruppe Stephanie’s Child.
McCorkell machte seinen Abschluss an der Wichita State University.
Als Rosé nahm an der dreizehnten Staffel von RuPaul’s Drag Race teil. Bei dem Wettbewerb gewann er drei Challenges, darunter das Rusical, die Musical-Challenge von RuPaul’s Drag Race. Er verlor gegen Kandy Muse im Lip-Sync-Battle und teilte sich mit Gottmik den dritten bzw. vierten Platz. In der Staffel gewann Symone, Zweitplatzierte wurde Kandy Muse. Nach der Ausstrahlung der Snatch Game-Episode lud Rosé eine Miniserie mit dem Titel Mary, Queen of Scots auf Instagrams IGTV und YouTube hoch, in der er als Maria Stuart auftritt. Diese Figur hatte er bereits bei seinem Snatch-Game-Auftritt gespielt. In der Miniserie sind einige von Rosés Freunden zu sehen, darunter Jan und Matthew Camp.
Am 7. Mai 2021 veröffentlichte Rosé seine erste Single als Solokünstlerin mit dem Titel The Devil in the Details.
Im Juli 2023 wurde bekannt gegeben, dass Rosé die Rolle der Glinda in der LGBTQ-Produktion von The Wizard of Oz im Geva Theatre Center spielen wird.

## Filmographie

### Fernsehen
| Jahr | Titel                                                   | Rolle                                     | Anmerkung                            |
| ---- | ------------------------------------------------------- | ----------------------------------------- | ------------------------------------ |
| 2017 | The Voice (Staffel 13)                                  | Rosé (mit Stephanie's Child und Jessie J) | Special guest                        |
| 2019 | America's Got Talent                                    | Rosé (with Stephanie's Child)             | Teilnehmerin                         |
| 2021 | RuPaul's Drag Race (Staffel 13)                         | Rosé                                      | Teilnehmerin (Dritter/vierter Platz) |
| 2021 | RuPaul's Drag Race: Untucked                            | Rosé                                      | Teilnehmerin (Dritter/vierter Platz) |
| 2021 | RuPaul's Drag Race: Corona Can't Keep a Good Queen Down | Rosé                                      | Eigenständiges Special               |
| 2022 | iCarly                                                  | Kimmy Kimmy Moore                         | Episode: „iDragged Him“              |

### Webserie
| Jahr | Titel              | Rolle | Anmerkung | Quelle |
| ---- | ------------------ | ----- | --------- | ------ |
| 2021 | Ruvealing the Look | Rosé  | Gast      | [ 11 ] |
| 2021 | Whatcha Packin’    | Rosé  | Gast      | [ 12 ] |
| 2021 | Cosmo Queens       | Rosé  | Gast      | [ 13 ] |
| 2021 | The X Change Rate  | Rosé  | Gast      | [ 14 ] |
| 2021 | Out of the Closet  | Rosé  | Gast      | [ 15 ] |

### Musikvideos
| Jahr | Titel                                   | Anmerkung           | Quelle |
| ---- | --------------------------------------- | ------------------- | ------ |
| 2021 | "Gimme what I want" (Miley Cyrus Cover) | Regie: Austin Nunes | [ 16 ] |
| 2021 | "Boys" Disco Remix ft. Denali           | Regie: Austin Nunes | [ 17 ] |
| 2021 | "The Devil In The Details"              | Regie: Austin Nunes | [ 18 ] |
| 2022 | "Santa Baby"                            | Regie: Austin Nunes | [ 19 ] |

## Diskographie

### Studioalben
| Titel                                         | Jahr |
| --------------------------------------------- | ---- |
| "Christmas Dolls - Vol. 1"(Stephanie's Child) | 2020 |

### Singles

#### Als Hauptkünstlerin
| Titel                      | Jahr |
| -------------------------- | ---- |
| "The Devil in the Details" | 2021 |
| "Santa Baby"               | 2022 |
| "I Drove All Night"        | 2023 |

#### Als Gastkünstlerin
| Titel                                                                           | Jahr |
| ------------------------------------------------------------------------------- | ---- |
| "Phenomenon" (RuPaul zusammen mit dem Cast von RuPaul's Drag Race Staffel 13)   | 2021 |
| "Social Media: The Unverified Rusical" (Cast von RuPaul's Drag Race Staffel 13) | 2021 |
| "Lucky" (RuPaul zusammen mit dem Cast von RuPaul's Drag Race Staffel 13)        | 2021 |

## Auszeichnungen und Nominierungen
| Jahr | Preisverleiher | Kategorie       | Rolle | Ergebnis  | Quelle |
| ---- | -------------- | --------------- | ----- | --------- | ------ |
| 2022 | The Queerties  | Future All-Star | Rosé  | Nominiert | [ 26 ] |